# Steinreihe von Kilmore
Die Menhire (englisch Standing Stones) der etwa 18,3 m langen Steinreihe von Kilmore (auch Cnoc Fada, Dervaig B oder Dervaig centre genannt) stehen/liegen 850 m östlich von Dervaig etwa 230 m nordwestlich der Straße B8073 von Dervaig nach Tobermory, im Nordwesten der Isle of Mull in Argyll and Bute in Schottland.
Die Menhire der Isle of Mull sind insofern einzigartig für Schottland als sie oft in Reihen (Baliscate, Dervaig C, Maol Mor, Quinish) von drei bis fünf Steinen angeordnet sind.
Die Nordwest-Südost orientierten Kilmore-Steine standen lange versteckt in einer inzwischen abgeholzten Kiefernplantage auf einem Hügel. Es gibt fünf Menhire aus Basalt, von denen aber nur zwei (B und D) in situ stehen, die anderen liegen. Die beiden aufrechten Steine sind 2,4 bzw. 2,5 m hoch, die liegenden sind alle 2,4 m lang.